# Janne Ström
Janne Ström, Jan-Olof Christer Ström. född den 2 juli 1946 i Kristianstad, död 26 oktober 2012 i Visby, var en svensk trubadur.
Ström växte upp i Kimstad utanför Norrköping men bodde sina senare år på Gotland. Han spelade och sjöng mest vispoeter som Cornelis Vreeswijk, Evert Taube, Dan Andersson och Nils Ferlin. Han medverkade i filmerna Petri tårar från 1995 och Hemligheten från 2005.
Sommaren 2008 spelade han Jätten Blane och Djävulen i krönikespelet Makten och Härligheten i Alvastra klosterruin och återkom i Blanes roll även 2009.
År 2004 tilldelades han musikpriset ”Vandringskäppen” av Bacchi Bröder.
Janne Ström är gravsatt i minneslunden på Norra kyrkogården i Visby.